# Calliandra urbanii
Calliandra urbanii là một loài thực vật có hoa trong họ Đậu. Loài này được Alain miêu tả khoa học đầu tiên.